# Saint-Aignan-des-Gués
Saint-Aignan-des-Gués foi uma comuna francesa na região administrativa do Centro, no departamento Loiret. Estendia-se por uma área de 3,83 km². Em 2010 a comuna tinha 342 habitantes (densidade: 89,3 hab./km²).
Em 1 de janeiro de 2017, passou a fazer parte da nova comuna de Bray-Saint-Aignan.